# Нові Чурачики
Нові Чура́чики (рос. Новые Чурачики, чув. Пĕрремĕш Чурачкă) — присілок у складі Цівільського району Чувашії, Росія. Входить до складу Чурачицького сільського поселення.
Населення — 23 особи (2010; 31 у 2002).
Національний склад:
- чуваші — 100 %